# Броди (Борисовський район)
Броди (біл. вёска Броды) — село в складі Борисовського району Мінської області, Білорусь. Село підпорядковане Мстижській сільській раді, розташоване в північно-східній частині області.